# Bestenliste österreichischer Triathletinnen auf der Ironman-Distanz

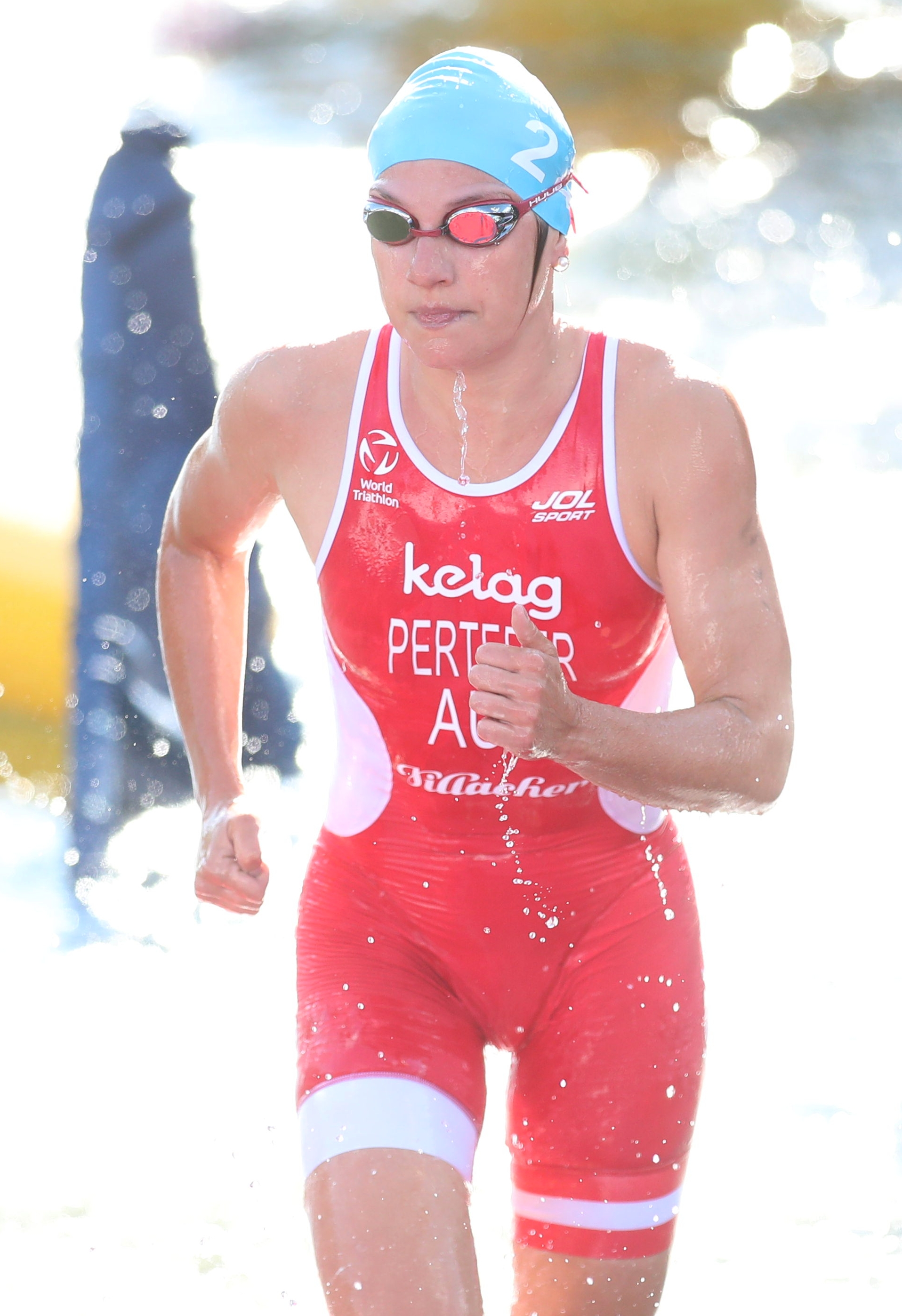
Lisa Perterer (2022)

Die Bestenliste österreichischer Triathletinnen auf der Ironman-Distanz umfasst alle Zeiten, die weltweit von Österreicherinnen (Frauen) bei einem Triathlon über die Langdistanz bzw. Ironman-Distanz (3,86 km Schwimmen, 180,2 km Radfahren und 42,2 km Laufen) erzielt wurden (Stand: 29. April 2025).

## Kriterien für die Bestzeiten
Jede Athletin wird hier in dieser Liste mit ihrer persönlichen Bestzeit angeführt. Berücksichtigt wurden Zeiten von Amateuren und Profis unter 9:10 Stunden seit Oktober 1982.
Eine offizielle Vermessung der Strecken, wie in der Leichtathletik mit dem Jones-Counter, erfolgt im Triathlon bis jetzt nicht. Die Rennen sind deshalb aufgrund einer nicht ganz genauen Länge nur begrenzt bzw. eingeschränkt vergleichbar. Auch die Zeiten bei ein und demselben Wettkampf, wie auch auf Hawaii, sind durch Streckenänderungen, Baustellen, Beschaffenheit oder Veränderung des Straßenbelags, Verlegungen und Veränderungen der Wechselzonen, nicht vergleichbar. Bei den hier aufgeführten Zeiten handelt es sich um Ergebnisse, die bei Wettkämpfen mit offiziellem Windschattenverbot erzielt worden sind. Wettkämpfe, bei denen witterungsbedingt nur ein Duathlon ausgetragen wurde, oder Teildistanzen stark verkürzt wurden, finden hier keine Berücksichtigung.
Die offiziellen Verbände ITU, ETU und ÖTRV führen keine Rekorde oder Bestenlisten. 

## Resultate
| Platz | Name                 | Jahr | Zeit    | Wettbewerb         | Austragungsort | Bemerkung / Titel                                                                        | Quelle |
| ----- | -------------------- | ---- | ------- | ------------------ | -------------- | ---------------------------------------------------------------------------------------- | ------ |
| 1     | Lisa Perterer        | 2025 | 8:28:17 | Ironman Texas      | The Woodlands  |                                                                                          | [ 1 ]  |
| 2     | Eva Wutti            | 2013 | 8:37:36 | Ironman Copenhagen | Kopenhagen     | ÖM Triathlon Mitteldistanz 2010, 2011; ÖM Triathlon Kurzdistanz 2012                     | [ 2 ]  |
| 3     | Gabriele Obmann      | 2022 | 8:48:35 | Austria-Triathlon  | Podersdorf     |                                                                                          |        |
| 4     | Lisa Hütthaler       | 2017 | 8:51:21 | Ironman Barcelona  | Calella        | EM (2014), ÖM (2004, 2007, 2012, 2013, 2014); 2008 wegen Dopings für 2 Jahre gesperrt    |        |
| 5     | Kate Allen           | 2003 | 8:54:01 | Ironman Austria    | Klagenfurt     | Olympiasiegerin 2004; ÖM Triathlon Kurzdistanz 2003; ÖM Triathlon Langdistanz 2003, 2005 | [ 3 ]  |
| 6     | Elisabeth Gruber     | 2015 | 8:54:03 | Ironman Barcelona  | Calella        | ÖM Cross-Triathlon 2017                                                                  |        |
| 7     | Michaela Herlbauer   | 2016 | 8:57:23 | Ironman Austria    | Klagenfurt     | ÖM Triathlon Mitteldistanz 2014; ÖM Triathlon Langdistanz 2016                           |        |
| 8     | Bianca Steurer       | 2018 | 9:02:44 | Challenge Roth     | Roth           | ÖM Triathlon Langdistanz 2019                                                            |        |
| 9     | Jacqueline Kallina   | 2020 | 9:08:29 | Austria-Triathlon  | Podersdorf     | ÖM Triathlon Langdistanz 2020                                                            |        |
| 10    | Veronika Hauke-Walek | 2007 | 9:09:33 | Ironman Austria    | Klagenfurt     | ÖM Triathlon Langdistanz 2006, 2008                                                      |        |
| 11    | Kamila Polak         | 2015 | 9:09:47 | Austria-Triathlon  | Podersdorf     | ÖM Triathlon Langdistanz 2006, 2015, 2017                                                |        |

(ÖM = Österreichische Meisterin, EM = Europameisterin, WM = Weltmeisterin)
Die Ergebnisse der Männer befinden sich auf der Seite Bestenliste österreichischer Triathleten auf der Ironman-Distanz.